# Scharlaken dikbek
De scharlaken dikbek (Carpodacus sipahi, synoniem: Haematospiza sipahi) is een zangvogel uit de familie Fringillidae (Vinkachtigen).

## Verspreiding en leefgebied
De soort komt voor in de Himalaya van Nepal tot zuidwestelijk China, Myanmar, noordelijk Laos en noordelijk Vietnam.